# Miłowuj
Miłowuj – staropolskie imię męskie, złożone z dwóch członów: Miło- ("miły") i -wuj ("wuj"). 
Miłowuj imieniny obchodzi 20 września.